# 젠 고트존
젠 고트존(Jenn Gotzon, 1979년 5월 18일 ~ )은 미국의 배우, 영화배우이다.
베슬리헴에서 태어났다.

## 영화
- 언브라이들 (2017년)
- 프로비던스 (2016년)
- 신은 죽지 않았다 2 (2016년) - 패션 디자이너 역
- 프린세스 컷 (2015년)
- 더 데드리스트 건 (2015년)
- 더 굿 북 (2014년)
- 아웃 오브 애쉬즈 (2014년)
- 라잇 투 빌리브 (2014년) - 에이프릴 역
- 언터치드 (2013년)
- 둔비 (2013년) - 로라 역
- 셉템버 스카이스 (2013년)
- 얼론 옛 낫 얼론 (2013년)
- 드래곤 데이 (2013년) - 레이첼 에반스 역
- 인페르노 바이 단테 (2013년)
- 아이 엠 가브리엘 (2012년)
- 갓스 컨츄리 (2012년) - 메간 도허티 역
- 단테스 인페르노: 어밴던 올 호프 (2010년)
- 예스 맨 (2008년)
- 임프린트 (2002년)